# Пусинери, Лукас
Лу́кас Андре́с Пусине́ри Биньоне (исп. Lucas Andrés Pusineri Bignone; род. 16 июля 1976 или 17 июля 1976, Буэнос-Айрес) — аргентинский футболист, выступавший на позиции атакующего полузащитника; тренер.

## Биография
Начал выступать в клубе «Альмагро». В 1999 году перешёл в более статусный «Сан-Лоренсо», с которым в 2001 году под руководством Мануэля Пеллегрини стал чемпионом Аргентины, выиграв Клаусуру, а также победил в последнем розыгрыше Кубка Меркосур. Уже в следующем году Пусинери выступал в «Индепендьенте», в клубе, с которым связана значительная часть карьеры футболиста. В первый же год Лукас помог своей команде впервые за 8 лет стать чемпионом страны, выиграв Апертуру. После ухода в «Сатурн» Пусинери ещё дважды возвращался в стан «Королей кубков».
В 2003 году перешёл из «Индепендьенте» в российский клуб «Сатурн» (Раменское), причём переход этот был оформлен с нарушением законодательства Аргентины. Всего сыграл за «Сатурн» в 9 матчах Премьер-лиги, в которых отметился 4 забитыми мячами. В конце 2004 года вернулся в Аргентину.
В 2006 году выступал за «Ривер Плейт». После возвращения в «Индепендьенте» некоторое время не мог пробиться в состав команды, но после изменения тактической схемы на 4-4-2 и травм игроков вернулся в основу. В середине 2010 года перешёл в клуб «Платенсе» из третьего дивизиона Аргентины, где и завершил игровую карьеру в 2011 году.
В сезоне 2013/14 был ассистентом Клаудио Борги в «Архентинос Хуниорс». В 2018 году впервые возглавил команду в качестве главного тренера — первой командой Пусинери стала колумбийская «Кукута Депортиво», которую он привёл к победе во Втором дивизионе. Со 2 декабря 2018 года тренировал «Депортиво Кали». 7 декабря 2019 года расторг контракт с клубом по обоюдному согласию. 23 декабря 2019 года назначен главным тренером «Индепендьенте». Контракт подписан на 2020 год. 7 января 2021 года было объявлено, что Совет директоров «Индепендьенте» решил не продлевать контракт с Пусинери, срок действия которого истёк 31 декабря 2020 года.

## Достижения
В качестве игрока
- Чемпион Аргентины (2): 2001 (Клаусура), 2002 (Апертура)
- Победитель Кубка Меркосур (1): 2001

В качестве тренера
- Чемпион Примеры B Колумбии (1): 2018